# Моццате
Моццате (італ. Mozzate) — муніципалітет в Італії, у регіоні Ломбардія, провінція Комо.
Моццате розташоване на відстані близько 510 км на північний захід від Рима, 31 км на північний захід від Мілана, 19 км на південний захід від Комо.
Населення — 8953 особи (2014).
Покровитель — святий Алессандро.

## Демографія
Населення за роками:

Станом на 1 січня 2023 року в муніципалітеті офіційно проживало 828 іноземців з 59 країн, серед них 112 громадян країн Євросоюзу та 47 громадян України.

## Сусідні муніципалітети
- Карбонате
- Чизлаго
- Горла-Маджоре
- Горла-Міноре
- Лімідо-Комаско
- Лураго-Мариноне